# George Adolphus Storey
George Adolphus Storey (Londra, 7 gennaio 1834 – Londra, 29 luglio 1919) è stato un pittore e illustratore inglese, specializzato in ritratti e quadri di genere.

## Biografia

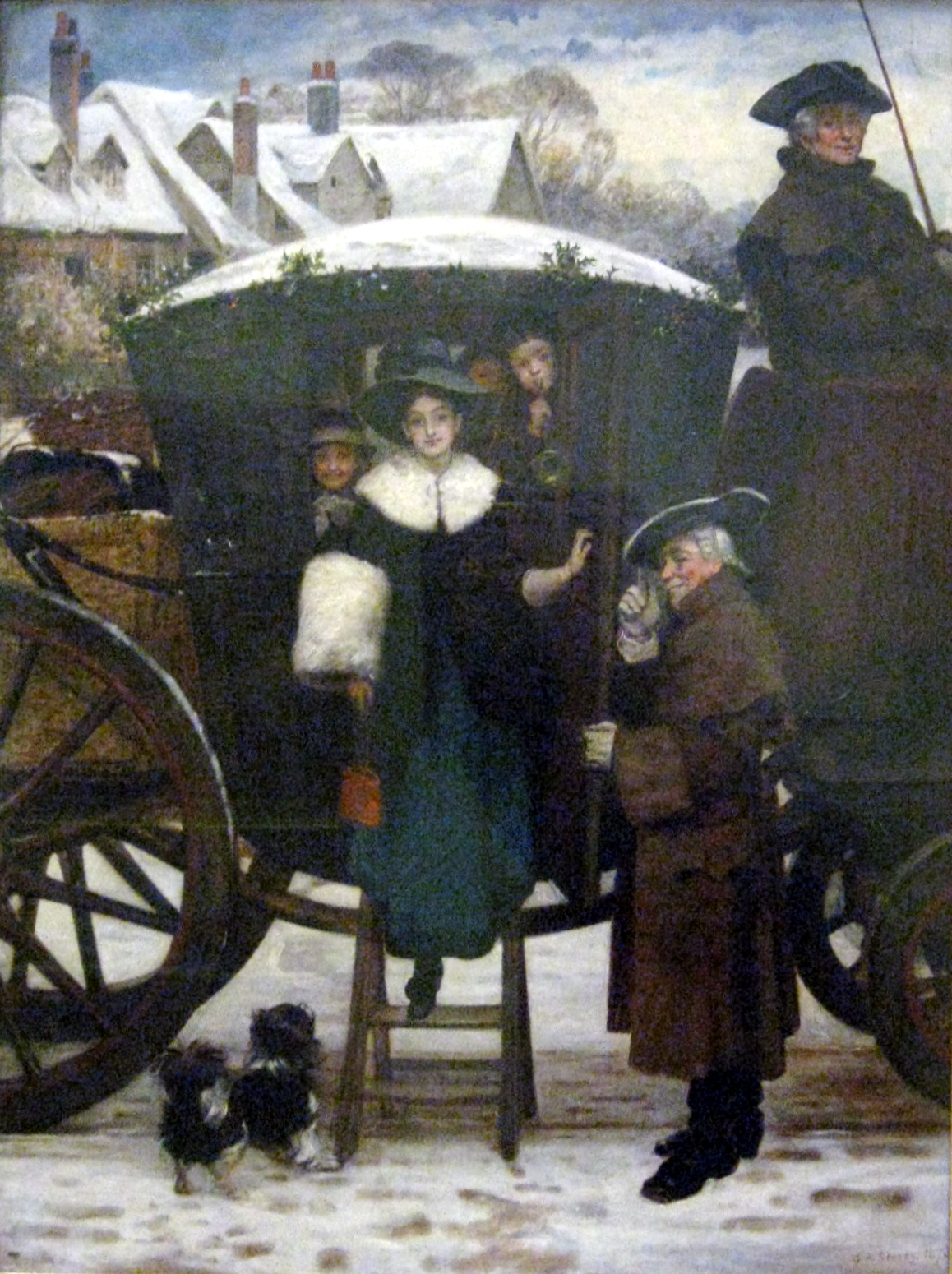
In visita alla nonna per Natale (1873), olio su tela, Sheffield, Weston Park Museum

Figlio di James Payne Storey e Amelia (Emily) Sarah Fitch, dopo aver frequentato la Morden Hall School nel Surrey, continuò la sua formazione a Parigi. Tornato a Londra, lavorò brevemente per un architetto prima di studiare con James Mathews Leigh e J. L. Dulong. Conobbe lo scultore William Behnes, dal quale ricevette consigli ed incoraggiamenti. 
Nel 1852 espose alla Royal Academy of Arts.
Inizialmente influenzato dai Preraffaelliti, li abbandonò sotto l'influenza di Charles Robert Leslie. Affermatosi come pittore di genere e ritrattista, e anche come illustratore, ritrasse eleganti persone della classe media. Fu membro dell'Arts Club di Londra dal 1874 al 1895. 
Espose alla British Institution, alla Royal Society of British Artists di Suffolk Street e al Royal Institute of Painters in Water Colours.
Nel 1882 si unì in matrimonio con Emily Hayward e nel 1897 nacque la sua prima e unica figlia, Gladys, che fu attrice e scrittrice
Nel 1899 pubblicò la sua autobiografia (Sketches from Memory), più aneddotica che biografica, con molte storie e reminiscenze sulle persone che incontrò durante la sua vita. Nel testo sono contenute preziose informazioni sulla St John's Wood Clique (associazione di artisti vittoriani), di cui fu membro fino a quando non si trasferì a Hampstead.
Dal 1900 fu insegnante di prospettiva alla Royal Academy of Arts. Storey frequentò gli stessi circoli artistici di James Abbott McNeill Whistler, di cui era buon amico.
È sepolto nel cimitero di Hampstead.

## Opere (parziale)
- Mio padre, 1868, Tate Gallery, Londra
- In visita alla nonna per Natale, 1873, Weston Park Museum, Sheffield
- Mia Madre, 1874, Tate Gallery, Londra
- Ritratto femminile, 1883, collezione privata, Lucca
- La violinista, 1886, Guildhall Art Gallery, Londra

## Galleria d'immagini

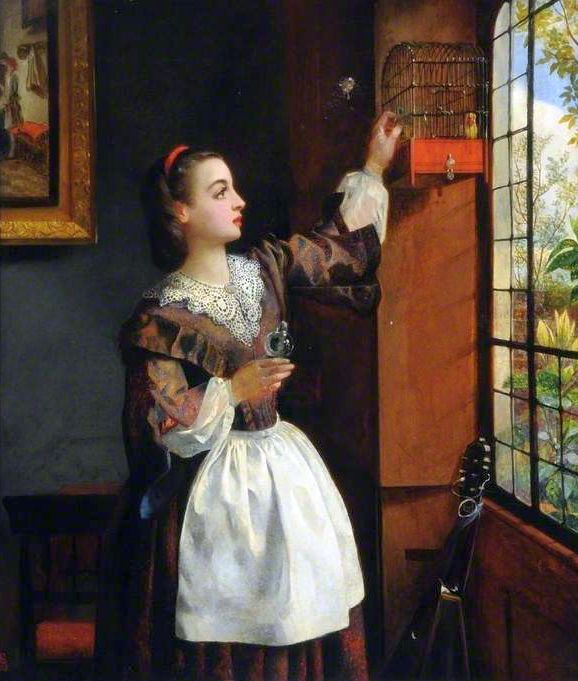
Il canarino, 1858, Weston Park Museum, Sheffield
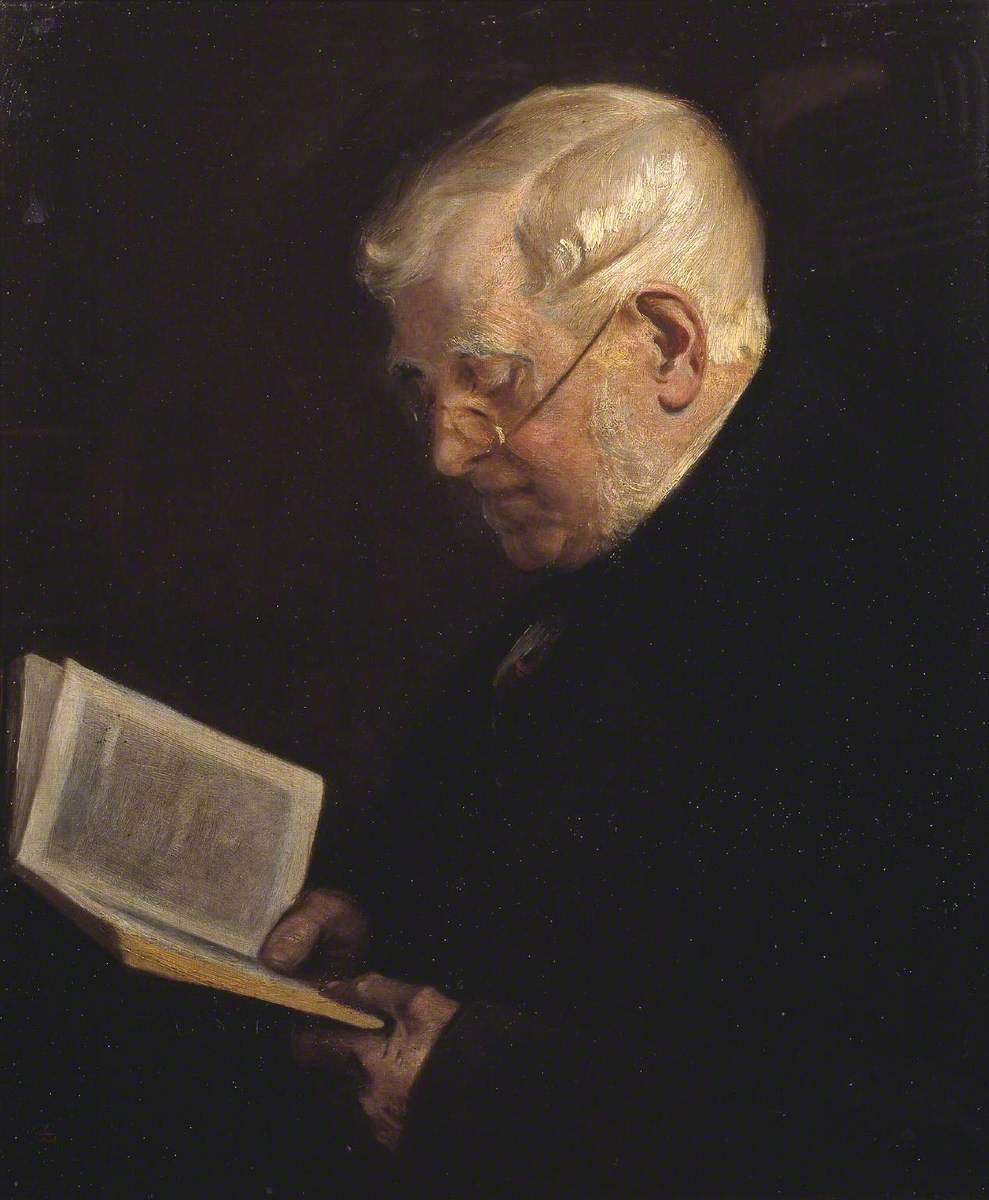
Mio padre, 1868, Tate Gallery, Londra
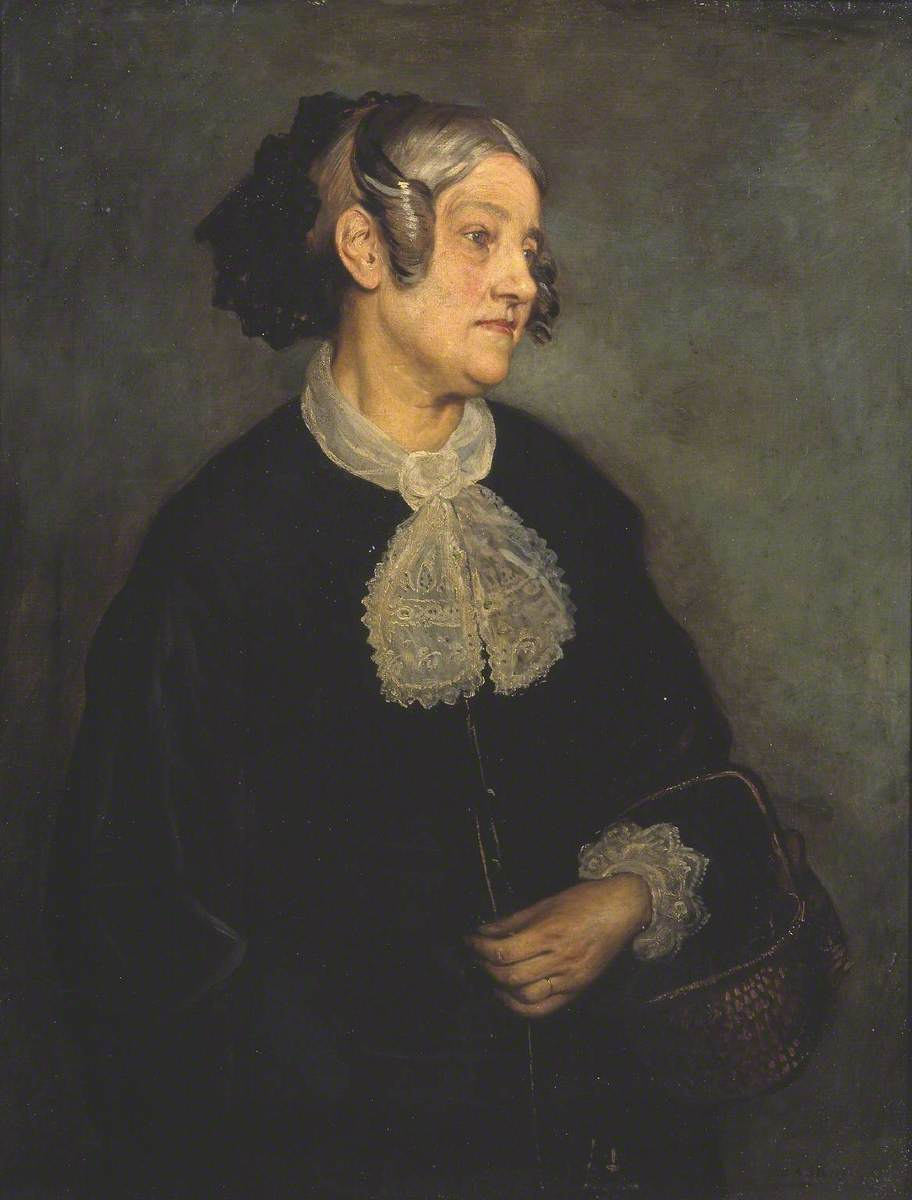
Mia madre, 1874, Tate Gallery, Londra
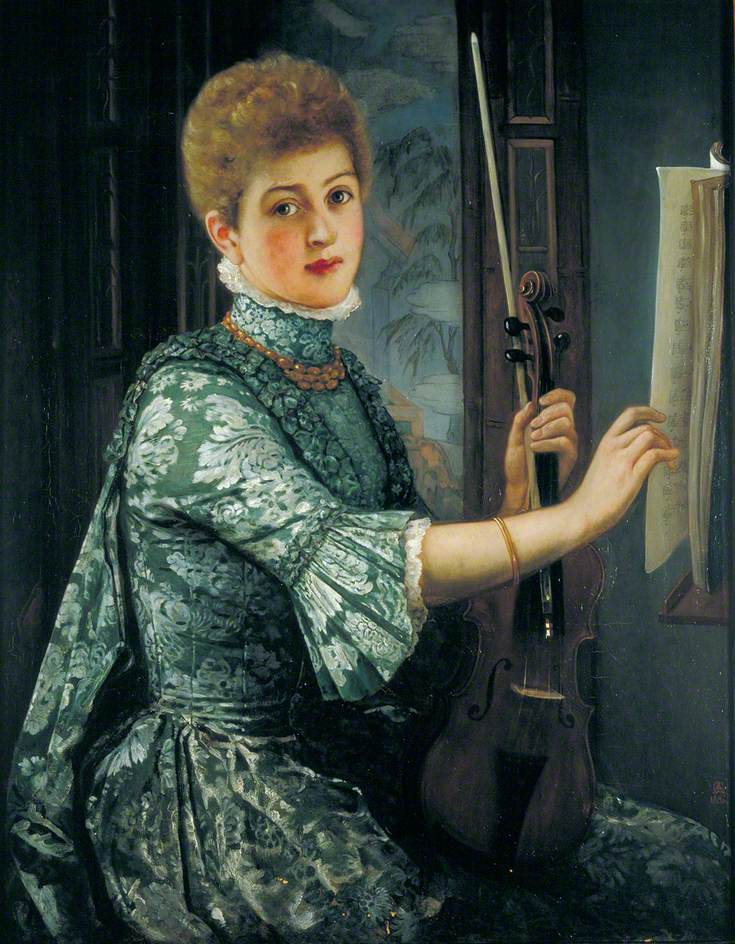
La violinista, 1886, Guildhall Art Gallery, Londra
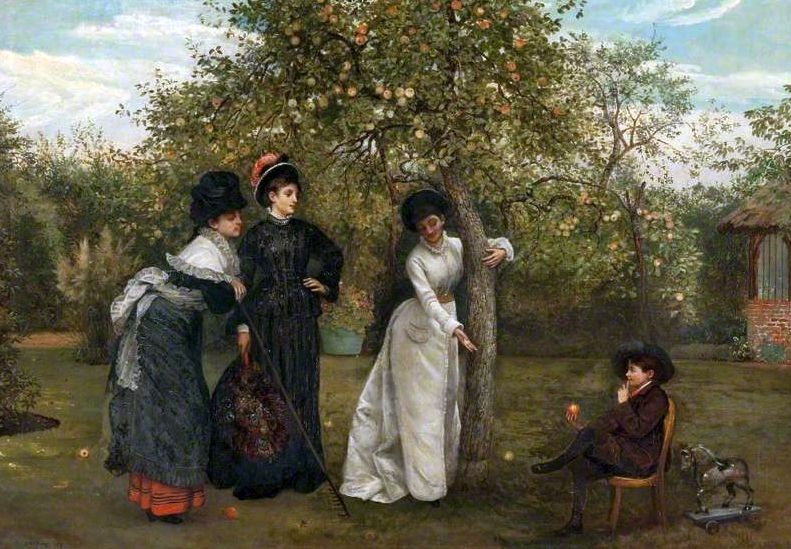
Il giudizio di Paride, 1877, Glasgow Museums Resource Centre, Glasgow